# NGC 1511A
NGC 1511A is een balkspiraalstelsel in het sterrenbeeld Kleine Waterslang. Het sterrenstelsel bevindt zich dicht bij NGC 1511 en NGC 1511B.

## Synoniemen
- PGC 14255
- ESO 55-5
- IRAS04001-6756